# Асен Мітков
Асен Мітков (болг. Асен Митков, нар. 17 лютого 2005, Сиєдиненіє, Болгарія) — болгарський футболіст, півзахисник клубу «Левські».

## Ігрова кар'єра

### Клубна
Асен Мітков почав займатися футболом у віці шести років  у футбольній академії клубу «Ботев» з Пловдива. Вже через три роки футболіста помітили і Мітков переїхав до столиці, де приєднався до молодіжної команди клубу «Левські».
У лютому 2021 року Мітков підписав з клубом професійний контракт. Дебютну гру на вищому рівні футболіст провів у травні 2021 року проти «Черно море».

### Збірна
З 2021 року Асен Мітков захищає кольори юнацьких збірних Болгарії.

## Титули
Левські
 Переможець Кубка Болгарії: 2021/22